# Tove Jansson
Pour les articles homonymes, voir Jansson.
Tove Jansson ( /ˈtuːve ˈjɑːnson/), née le 9 août 1914 à Helsinki et morte le 27 juin 2001 dans la même ville, est une écrivaine, peintre, illustratrice et dessinatrice de bande dessinée finlandaise suédophone. Elle est surtout connue pour son œuvre Les Moumines, des livres illustrés pour enfants.
En 1933, alors qu'elle n'avait que 19 ans, elle publia son premier livre sous le pseudonyme de Vera Haij : Sara och Pelle och näckens bläckfiskar (Sara et Pelle et le calamar des eaux du lutin). Elle poursuivit des études d'art de 1930 à 1938 à Stockholm, Helsinki et ensuite à Paris en France. Sa première exposition monographique eut lieu en 1943.
Son premier livre des Moumines, Moumine et la grande inondation, fut publié en 1945. Il fut suivi par un second en 1946, Une comète au pays de Moumine (aussi intitulé La comète arrive !), qui lui apporta un succès immédiat.
Elle écrivit également six romans et cinq livres d'histoires courtes, dont sa semi-autobiographie Bildhuggarens dotter (La Fille du sculpteur) (1968).
En 1966, pour sa contribution en tant qu'auteure de livres pour enfants, elle reçoit le prix Hans-Christian-Andersen,.

## Biographie

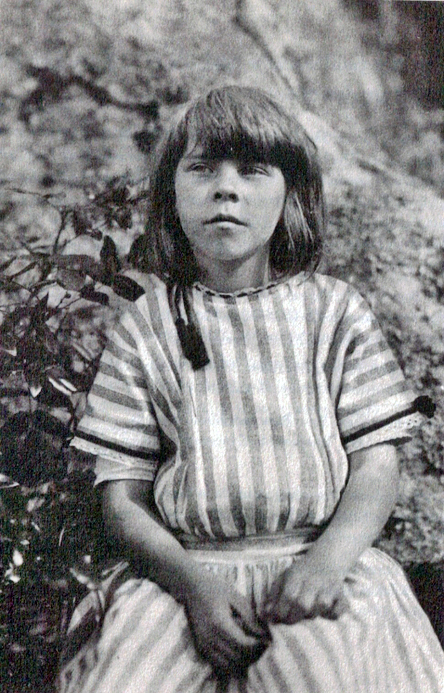
Tove Jansson en 1923 à l'âge de 9 ans.

Tove Marika Jansson est née à Helsinki, dans le grand-duché de Finlande, alors composante de l'Empire russe.
Sa famille, membre minoritaire des Finlandais parlant suédois, est une famille d'artistes : sa mère, Signe Hammarsten-Jansson (en), née en Suède, était une designer et illustratrice, et son père, Viktor Jansson, était sculpteur. Les frères de Tove sont aussi artistes : Per Olov Jansson devient photographe et Lars Jansson auteur et dessinateur. Bien que leur résidence principale soit à Helsinki, la famille passe de nombreux étés dans une chaumière sur une île près de Porvoo, à 50 km à l'est d'Helsinki.
Jansson a étudié à la Konstfack - université et collège d'art, d'artisanat et de design à Stockholm de 1930 à 1933. De 1933 jusqu'en 1937, elle suit des cours à la Graphic School de l'Académie des beaux-arts d'Helsinki et à l'école libre d'art d'Helsinki pour finalement partir étudier à Paris à l'École d'Adrien Holy puis à l'École des beaux-arts en 1938. Elle présente de nombreux travaux dans des expositions durant les années 30 et le début des années 40. Sa première exposition monographique a lieu en 1943.
À l'âge de 14 ans, elle entame l'écriture de son premier livre illustré Sara och Pelle och näckens bläckfiskar (Sara, Pelle et les pieuvres de Water Sprite), qui ne sera publié qu'en 1933, bien que certaines illustrations paraissent dans des magazines dès les années 1920. Durant les années 1930, elle voyage à travers l'Europe, écrit et illustre des articles et nouvelles pour divers journaux, publications périodiques et journaux. Elle réalise aussi à cette époque de nombreuses couvertures de livres, des cartes postales, des dessins publicitaires ou des illustrations parodiques et, selon sa mère, collabore au magazine Garm, journal satirique anti-fasciste finno-suédois.
Dans les années 1940, elle est brièvement en couple avec Atos Wirtanen, un journaliste et homme politique. En 1946, elle vit une histoire d'amour avec Vivica Bandler. Cette relation est documentée par une série de lettres échangées pendant quelques années. Elle rencontre plus tard sa partenaire Tuulikki Pietilä, avec qui elle vivra jusqu'à la fin de sa vie. Toutes deux collaborent sur de nombreux projets, dont un modèle de la « Maison Moumine », avec Pentti Eistola. Ce modèle est maintenant exposé au musée des Moumines à Tampere.
Jansson écrit et illustre son premier livre sur les Moumines, Les Moumines et la Grande Inondation (Småtrollen och den stora översvämningen), en 1945, à la fin de la Seconde Guerre mondiale. Elle déclare plus tard que la guerre l'avait déprimée et qu'elle avait voulu écrire quelque chose de naïf et innocent. Ce premier livre passe pratiquement inaperçu, mais le livre suivant sur les Moumines, Une Comète au Pays des Moumines (Kometjakten/Kometen kommer) (1946) et Le Chapeau du Sorcier (Trollkarlens Hatt) (1948), la rendent célèbre. Elle publie encore six autres livres sur les Moumines, ainsi qu'un certain nombre de livres illustrés et de bandes dessinées, seule ou en collaboration avec son frère Lars. Sa popularité s'étend rapidement et elle devient l'autrice finlandaise la plus lue à travers le monde[réf. nécessaire]. En 1966, elle reçoit le prix Hans-Christian-Andersen pour sa contribution décisive à la littérature pour enfants.
Jansson continue de peindre et d'écrire le reste de sa vie, bien que ses contributions à l'univers des Moumines se raréfient après 1970. Sa première escapade hors de la littérature pour enfants s'intitule Bildhuggarens dotter (La Fille du sculpteur), un livre semi-autobiographique écrit en 1968. Après quoi elle écrit encore cinq autres livres, incluant Sommarboken (Le Livre de l'Été) et cinq collections d'histoires courtes.

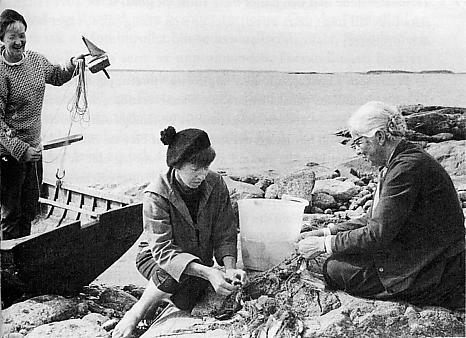
Tove Jansson à Klovaharun (1956).

Bien qu'elle ait un studio à Helsinki, elle passe de nombreux étés sur une petite île du nom de Klovharu, une des îles Pellinki près de la ville de Porvoo. Sa compagne Tuulikki Pietilä filme plusieurs heures des voyages et des étés qu'elles ont passés ensemble. De nombreux documentaires ont été tirés de ces scènes filmées, les derniers étant Haru, yksinäinen saari (Haru, l'île solitaire) (1998) et Tove ja Tooti Euroopassa (Tove et Tooti en Europe) (2004).
Jansson décède le 27 juin 2001 à l'âge de 86 ans. Elle est enterrée au cimetière d'Hietaniemi de Helsinki.

## Carrière

### Artiste de la bande dessinée
Tove Jansson a travaillé comme illustratrice et caricaturiste pour le magazine satirique suédois Garm, des années 1930 à 1953. L'une de ses caricatures politiques connait une brève renommée internationale : elle dessinait Adolf Hitler comme un bébé pleurant dans des couches, entouré de Neville Chamberlain et d'autres grands dirigeants européens, qui essayaient de calmer le bébé en lui donnant des tranches de gâteau - Autriche, Pologne, Tchécoslovaquie, etc. Jansson produisit également des illustrations pendant cette période pour les magazines de Noël Julen et Lucifer (comme sa mère l'avait fait plus tôt) ainsi que plusieurs petits magazines de Noël. Ses premières bandes dessinées ont été produites pour des productions comme Lunkentus (Prickinas och Fabians äventyr, 1929), Vårbrodd (Fotbollen som Flög till Himlen, 1930) et Allas Krönika (Palle och Göran gå till sjöss,1933).
Le premier personnage des Moumines apparaît d'abord dans les caricatures politiques de Jansson, où elle l'utilise comme personnage de signature, près de son nom d'artiste. Ce Proto-Moumine, alors appelé Snork ou Niisku était mince et laid, avec un nez long et étroit et une queue diabolique. Jansson a dit qu'elle avait conçu les Moumines dans sa jeunesse: après avoir perdu une querelle philosophique au sujet d'Emmanuel Kant, avec un de ses frères, elle avait dessiné « la créature la plus laide imaginable » sur le mur de leur toilette extérieure et écrit Kant, en dessous. Ce Moumine a ensuite pris du poids et une apparence plus agréable, mais dans le premier livre de Moumines, Moumine et la grande inondation (en suédois : Småtrollen och den stora översvämningen), le Moumine-Emmanuel-Kant est encore perceptible. Le nom Moumine (Mumin en suédois) vient de l'oncle de Tove Jansson, Einar Hammarsten : quand elle étudiait à Stockholm et qu'elle vivait avec ses parents suédois, son oncle a essayé d'arrêter de piller de la nourriture en lui disant qu'un Mumintroll vivait dans le placard de la cuisine et soufflait de l'air froid dans le cou des gens.
En 1952, après que Une comète au pays de Moumine aussi intitulé La comète arrive ! (en suédois : Kometjakten/Kometen kommer) et Moumine le troll aussi intitulé Le chapeau du sorcier (en suédois : Trollkarlens Hatt), ont été traduits en anglais, un éditeur britannique demande si Tove Jansson serait intéressée pour créer des bandes dessinées sur les Moumines. Jansson avait déjà dessiné une longue aventure Mumintrollet och jordens undergång, fondée, dans les grandes lignes, sur Une comète au pays de Moumine, pour le journal de langue suédoise Ny Tid, et elle a accepte l'offre. La bande dessinée sur les Moumines, est publiée pour la première fois en 1954 dans l'Evening News (en), un journal local destiné à Londres et ses alentours, qui n'existe plus aujourd'hui. Tove Jansson dessine 21 longues histoires de Moumines, de 1954 à 1959, en les écrivant d'abord seule puis avec son frère Lars Jansson. Elle finit par abandonner la bande dessinée parce que le travail quotidien d'une dessinatrice de bandes dessinées ne lui laissait pas le temps d'écrire des livres et de peindre. Lars reprit la bande dessinée et la poursuivit jusqu'en 1975.

### Écrivaine

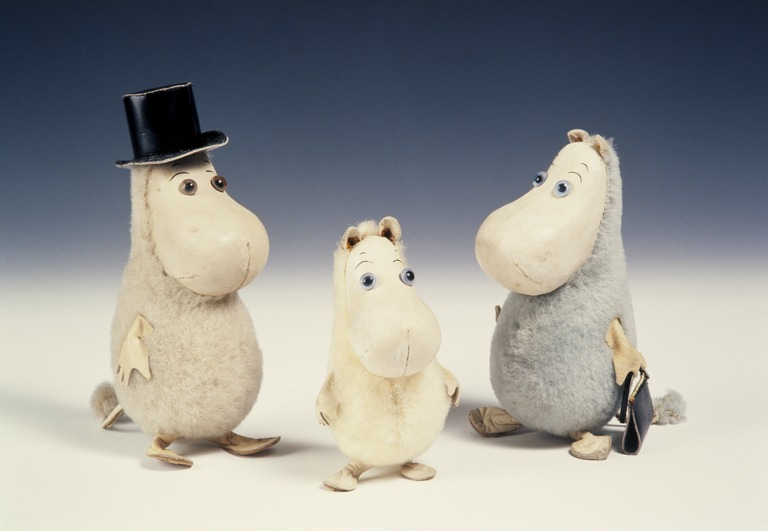
La famille Moumine.

Tove Jansson est principalement connue comme autrice de livres jeunesse, pour l'univers des Moumines. Jansson a créé les Moumines, une famille de trolls blancs, ronds et lisses, avec de larges museaux qui ressemblent vaguement à des hippopotames.
Le premier livre de Moumines, Moumine et la grande inondation, a été écrit en 1945. Bien que les personnages principaux soient Maman Moumine et Moumine le Troll, la plupart des personnages principaux des histoires postérieures n'ont été introduits que dans le livre suivant, de sorte que Moumine et la grande inondation est souvent considéré comme un précurseur de la série principale. Le livre n' a pas été un succès (et fut le dernier livre de Moumines à être traduit en anglais), mais les deux épisodes suivants, Une comète au pays de Moumine (1946) et Moumine le troll (1948), apportent une certaine renommée à Tove Jansson. Le titre original de la famille Moumine le troll, Trollkarlens Hatt, est traduit par Le chapeau du sorcier.
Le style des livres de Moumines change avec le temps. Les premiers livres, jusqu'à Un hiver dans la vallée de Moumine (1957), sont des histoires d'aventures qui incluent des inondations, des comètes et des événements surnaturels. Moumine et la grande inondation traite de la fuite de Maman Moumine et Moumine le Troll à travers une forêt sombre et effrayante, où ils rencontrent divers dangers. Dans Une comète au pays de Moumine, une comète a failli détruire la vallée de Moumine (certains critiques y ont vu une allégorie d'armes nucléaires).
Moumine le troll relate des aventures liées à la découverte d'un chapeau de sorcier, qui transforme quiconque le porte. Les Mémoires de Papa Moumine (1950) raconte l'histoire de la jeunesse aventureuse de Papa Moumine et parodie gaiement le genre des mémoires. Enfin, L'Été dramatique de Moumine (1955) s'amuse dans le monde du théâtre : les Moumines explorent un théâtre vide et interprètent le mélodrame en vers hexamètres pompeux de Papa Moumine.
Un hiver dans la vallée de Moumine marque un tournant dans la série. Les livres prennent des décors plus réalistes (réaliste dans le contexte de l'univers des Moumines) et les personnages commencent à acquérir une certaine profondeur psychologique. Un hiver dans la vallée se concentre sur Moumine le Troll, qui se réveille au milieu de l'hiver (Les Moumines hibernent de novembre à avril, comme mentionné au dos du livre), et doit faire face au monde étrange et hostile qu'il trouve. Le recueil de nouvelles Contes de la vallée de Moumine (1962) et les romans Papa Moumine et la mer (1965) et Moumine : Tard en Novembre (1970) sont des livres sérieux et psychologiquement très éloignés de la légèreté et de l'humour joyeux de la famille Moumines
Après Moumine : Tard en Novembre, Tove Jansson cesse d'écrire sur les Moumines et commence à écrire pour les adultes. The Summer Book (en) est le plus connu de ses romans pour adultes traduits en anglais. C'est une œuvre de charme, de subtilité et de simplicité, décrivant le séjour d'été sur une île d'une jeune fille et de sa grand-mère.
Outre les romans et nouvelles de Moumines, Tove Jansson a également écrit et illustré quatre livres d'images originaux et très populaires, dont trois ont été adaptés en français : Que crois-tu qu'il arriva ? (1952), Qui va rassurer Tounet ? (1960), Le Dangereux Voyage (1977) et Skurken i Muminhuset (en) (1980). Au fur et à mesure que la renommée des Moumines grandissait, deux des romans originaux, Une comète au pays de Moumine et Les Mémoires de Papa Moumine, ont été révisés par Jansson et republiés. Les versions révisées n'ont toutefois jamais été traduites en anglais.
Son dernier recueil de nouvelles, VIESTI, sort en 1999. Elle meurt le 27 juin 2001.

### Peintre et illustratrice
Bien qu'elle soit d'abord et avant tout connue comme autrice, Tove Jansson considère que sa carrière d'autrice et de peintre sont tout aussi importantes. Elle peint toute sa vie, passant de l'impressionnisme classique de sa jeunesse au modernisme très abstrait de ses dernières années. Tove Jansson a exposé un certain nombre d'œuvres d'art dans des expositions, au cours des années 1930 et au début des années 1940, et sa première exposition en solo a eu lieu en 1943. La plupart des critiques qui sont émises sur son travail, bien que généralement positives, incitent Jansson à peaufiner son style. Dans son exposition solo de 1955, elle dévoile un style épuré. Entre 1960 et 1970, Tove Jansson a présenté cinq autres expositions solo.

### Théâtre
Plusieurs productions scéniques ont été réalisées à partir de la série des Moumines de Tove Jansson, dont une pièce dans laquelle elle a elle-même participé. La première production a été une version théâtrale de La comète arrive ! réalisée en 1949, au théâtre suédois de Turku.
Au début des années 1950, Tove Jansson a collaboré avec Vivica Bandler à des pièces de théâtre pour enfants sur le thème des Moumines. En 1952, Tove Jansson conçoit des décors de théâtre et des robes pour Pessi et Illusia, un ballet d'Ahti Sonninen (Radio tekee murron (en)) présenté à l'opéra national de Finlande. En 1958, Tove Jansson commence à s'impliquer directement dans le théâtre avec la production de Troll i kulisserna, une pièce de théâtre avec des paroles de Tove Jansson et une musique composée par Erna Tauro. La production a été un succès et des représentations ont eu lieu plus tard en Suède et en Norvège.
En 1974, le premier opéra des Moumines est produit avec une musique composée par Ilkka Kuusisto.
Le six mars 1993, une version radiophonique de Moumine le Troll est diffusée sur France Culture, dans le cadre des histoires du Pince-Oreille, une émission réalisée par Marguerite Gateau, sur une proposition d'Isabelle Jan.

## Œuvres

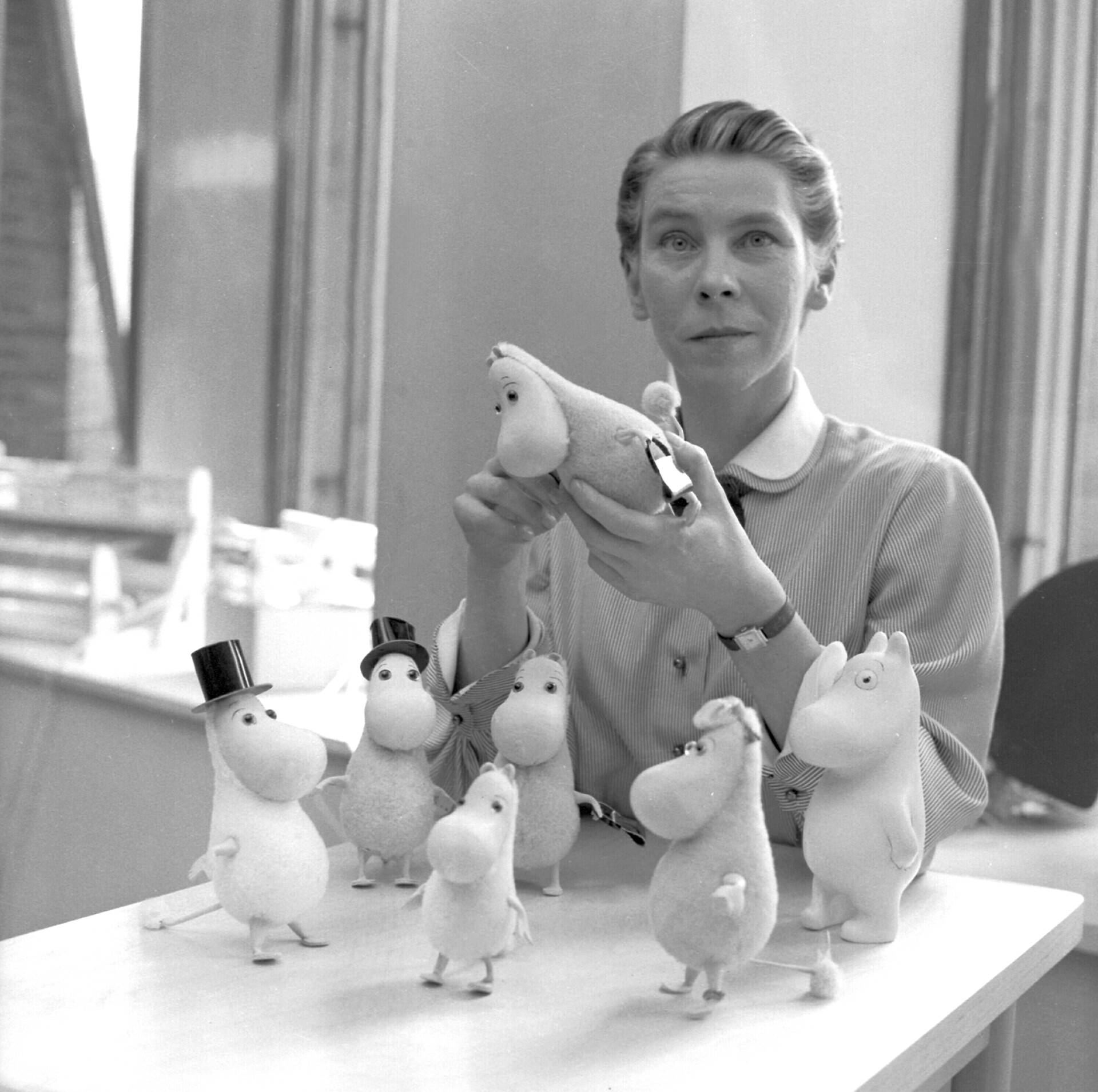
Tove Jansson en 1956.

Tove Jansson est avant tout connue pour ses livres et ses bandes dessinées qui furent plus tard continués par son frère. Outre ses propres ouvrages, elle a peint des tableaux et illustré Le Hobbit de J. R. R. Tolkien et Les Aventures d'Alice au pays des merveilles de Lewis Carroll.
Elle a aussi écrit une chanson, Höstvisa, sur une musique d'Erna Tauro.

### Publications
- Moumine et la grande inondation (Småtrollen och den stora översvämningen, 1945), traduit du suédois par Kirsi Kinnunen, Le Petit Lézard, 2010.
- Une comète au pays de Moumine (Kometen kommer [« La comète arrive »], 1968, édition remaniée de Kometjakten [« La chasse à la comète »], 1945), traduit par Kersti et Pierre Chaplet, Librairie Générale Française, 1982. (CP)
- Moumine le troll (Trollkarlens Hatt [« Le chapeau du sorcier »], 1948, 2e éd. 1968), Fernand Nathan, 1968, nouvelle traduction par Kersti et Pierre Chaplet, 1987, Pocket, 2003. (MT)
- Les Mémoires de Papa Moumine (Muminpappans bravader, 1950, Muminpappans Memoarer, 1968), traduit par Kersti et Pierre Chaplet, Fernand Nathan, 1982. (MP)
- Que crois-tu qu'il arriva ? (Hur gick det sen ?, 1952), traduit du suédois par Catherine Renaud, Cambourakis, 2017.
- L’Été dramatique de Moumine (Farlig Midsommar, 1954), traduit par Kersti et Pierre Chaplet, Fernand Nathan, 1980. (ED)
- Un hiver dans la vallée de Moumine (Trollvinter, 1957), traduit par Kersti et Pierre Chaplet, Fernand Nathan, 1972, Pocket, 1997. (HV)
- Qui va rassurer Tounet ? (Vem skall trösta knyttet ?, 1960), traduit du suédois par Kersti et Pierre Chaplet, Circonflexe « Aux couleurs du temps », 1993.
- Contes de la vallée de Moumine (Det osynliga barnet och andra berättelser [« L'enfant invisible et autres récits »], 1963), traduit par Kersti et Pierre Chaplet, Le Livre de poche, 1986. (CV)
- Papa Moumine et la mer (Pappan och Havet, 1965), traduit par Caroline Tabourin, Le Livre de poche, 1986. (PM)
- La Fille du sculpteur (Bildhuggarens dotter, 1968), traduit par Catherine Renaud, La Peuplade, 2021.
- Moumine : Tard en Novembre (Sent I November, 1970), traduit par Anne Sée Chaplet, Le Petit Lézard, 2023.
- La Cartographe et autres nouvelles (Lyssnerskan, 1971), traduit du suédois par Nolwenn Borrel, Le Livre de poche « Biblio », 2018.
- Le Livre d'un été (Sommarboken, 1972), traduit du suédois par Jeanne Gauffin. Albin Michel, 1978, « Bibliothèque Albin Michel », 1988.
- Le Dangereux Voyage (Den farliga resan, 1977), traduit du suédois par Catherine Renaud, Cambourakis, 2018.
- L'Honnête Tricheuse (Den ärliga bedragaren, 1982), roman traduit du suédois par Marc de Gouvenain, Actes Sud, 1987.
- Le Champ de pierres (Stenåkern, 1984), traduit du suédois par Philippe Bouquet et Agneta Ségol. L’Élan, 1991.
- L'Art de voyager léger et autres nouvelles (Resa med lätt bagage, 1987), traduit du suédois par Carine Bruy, Le Livre de poche « Biblio », 2015.
- Fair-play (Rent spel, 1989), traduit du suédois par Agneta Ségol, La Peuplade, 2019.

## Personnages

### Principaux personnages
Les personnages de Tove Jansson ressemblent à des animaux doués de conscience et parlants. L'adaptation de leurs noms a été inaugurée par les traductions de Kersti et Pierre Chaplet. Les dessins animés ne les reproduisent pas tous.
- Moumine (Mumin, Mumintrollet), fils de Papa Moumine et de Maman Moumine. Courageux mais pas téméraire.
- Papa Moumine (Muminpappan). Ancien aventurier.
- Maman Moumine (Muminmamman). Fée du logis, mère attentive. C'est le portrait de la mère de l'auteur.
- Snif (Sniff), fils de Chassebé et de Musabête, il ressemble à un croisement de rat et de kangourou. Très immature et très peureux, sauf quand il s'agit de réaliser son rêve : devenir riche et célèbre. Il raffole de tout ce qui brille. Très tôt adopté par la famille Moumine (il vivait avant dans une motte de terre), il profite ingénument de l'hospitalité (et des talents de cuisinière) de Maman Moumine. C'est pourquoi il a été le premier ami de Moumine, et apparaît dans la plupart de ses aventures. (CP) (MT) (CV) (MP)
- Le Snorque (Snorken). Aimerait bien devenir un savant, compagnon d'aventures de Moumine.
- La Demoiselle Snorque (Snorkfröken), sœur du Snorque. Coquette et pudique à la fois. Ne laisse pas Moumine indifférent... (CP) (MT) (ED) (HV)
- La Petite Mu (Lilla My), fille de Mamume et sœur de Mume. Très petite, vivante, insolente, farceuse et pleine d’audace. Portrait de Tove Jansson quand elle était petite (ED) (HV) (PM) (MP) (CV).
- La Mume (Mymlan), sœur de la Petite Mu. Plus sage (et un peu plus jolie) que sa sœur. Très intéressée par l'amour, elle a de nombreuses peines de cœur.
- Le Renaclerican ou Rican (Snusmumriken), fils du Juxeron (Joxaren) et de Mamume. La petite Mu et la Mume sont donc ses demi-sœurs, fait qui n'est mentionné qu'en passant dans Les Mémoires de Papa Moumine. Personnage aventureux et taciturne mais ami fidèle, qui donne de bons conseils, il est plus mûr que Moumine et ses amis. À l'arrivée de l'hiver, il quitte la Vallée des Moumines pour aller vers le sud, ce qui attriste beaucoup Moumine. (CP) (MT) (ED) (MP) (CV)
- Tou-ticki (Too-ticki) (HV) (CV) personnage inspiré par Tuulikki Pietilä. L'hiver, elle habite le hangar à bateaux de la famille Moumine.
- L'Émule (Hemulen). Après avoir terminé sa collection de timbres en ayant rassemblé tous ceux qui existent, il décide de s'intéresser aux fleurs, dans l'espoir d'en découvrir une qui n'a pas encore été répertoriée et ainsi devenir célèbre (CP) (MT) (HV). L'Émule a une tante, qui dirige un orphelinat.
- La Courabou (Mårran). Fait peur à tout le monde car elle a la réputation de glacer littéralement ceux qu'elle approche ; mais il est possible qu'elle soit juste à la recherche d'amour. (MT) (HV) (PM)

### Liste des Trolls
Nommés d'après la traduction de Kersti et Pierre Chaplet, et décrits d'après les illustrations de Tove Jansson :
- Boines : grandes et piriformes, avec un long nez et des cheveux dépenaillés.
- Chassebés : de grandes oreilles velues et pendantes, de longs orteils, une longue queue pointue. Craintifs, velléitaires.
- Courabou(e) : grande, massive, de grands yeux et un nez plus énorme encore, les membres cachés par sa jupe. Seule et muette, elle glace et fait mourir tout ce qu'elle touche.
- Émules : proche des Moumines mais de grande taille, robustes, le museau plus carré, dans oreille visible, et généralement pourvus de cheveux. Ils portent souvent de longues robes et sont monomaniques. Les Émules se livrent à des activités d'adulte dont les enfants ne comprennent pas l'intérêt.
- Filigonds et Filigondes : grands et minces, le museau allongé et pointu. Couleur grise et caractère dépressif.
- Le Fourmilion (Myrlejonet) : vit dans le sable, menace de manger les passants.
- Hatifnattes : petits êtres allongés et blancs, munis d'une paire d'yeux et de groupes de doigts à même le corps. Mutiques, grégaires, ils produisent de l’électricité.
- Grignotte: petite créature d'apparence inoffensive, mais pourvue d'un appétit redoutable, qui lui fait manger tout... absolument tout!
- Mouchons : ressemblent le plus à des enfants.
- Moumines : blancs, ronds et trapus, un gros museau et de grands yeux, de petites pattes et de petites oreilles, une queue filiforme qui se termine en touffe. À la fois casaniers et curieux.
- Mumes : ressemblent à des enfants pourvus d’une longue queue qui se termine parfois en touffe. Les filles ont un chignon.
- Nini (Ninni) est une vraie petite fille mais elle est devenue invisible : on l'installe dans la famille Moumine pour qu'elle guérisse (CV).
- Musabêtes : ressemblent à des chiens blancs au ventre rond, à la longue queue et au fin museau.
- Le Rat Musqué (Bisamråttan) est un profond philosophe qui vit chez les Moumines.
- Ricans : des yeux et un nez de félin, un chapeau conique à larges bords et une pipe à la bouche. Très jaloux de leur indépendance.
- Scroutons : petits animaux velus, au petit museau. Craintifs et naïfs.
- Selves : petits êtres velus, aux grands yeux, les poils du crâne hérissés.
- Snorques : identiques aux Moumines, avec cette différence qu'ils changent de couleur selon leurs émotions.
- Touilles et touillettes : très velus, mais ressemblant davantage à des humains
- Zbors : mammifère aquatique, entre la loutre et le castor, trapu et pourvu de long poils aux joues, les pattes munies de ventouses. Très sociables.
- Misalines
- Drontes

On trouve également des Demoiselles d'eau, des Génies du feu, des Esprits d'arbres ou encore des Spectres marins.

## Prix et distinctions
- 1956 : (international) « Honor List »[14], de l'IBBY, pour Farlig Midsommar (L'Été dramatique de Moumine)
- 1958 : (international) « Honor List »[14], de l'IBBY, pour Trollvinter (Un hiver dans la vallée de Moumine)
- 1962 : (international) « Honor List »[14], de l'IBBY, pour Vem skall trösta knyttet ? (Qui va rassurer Tounet ? )
- 1963 : prix national de littérature pour Det osynliga barnet[4]
- 1964 : médaille Anni-Swan
- 1964 : (international) « Honor List »[14], de l'IBBY, pour Det osynliga barnet
- 1966 : prix Hans-Christian-Andersen[4]
- 1971 : prix Tollander,
- 1971 : prix de la littérature de l'État finlandais pour Sent i november (Moumine : Tard en Novembre)[4]
- 1972 : prix Finlande de l'Académie suédoise ()
- 1976 : médaille Pro Finlandia[4]
- 1978 : prix Topelius pour Den farliga resan (Le Dangereux Voyage) 1978[4]
- 1980 : Chapeau de Puupää, pour l'ensemble de son œuvre
- 1983 : prix de la littérature de l'État finlandais pour Den ärliga bedragaren (L'Honnête Tricheuse)
- 1983 : prix Svenska kulturfonden[15]
- 1990 : prix de la Fondation culturelle finlandaise[15]
- 1992 : prix Selma Lagerlöf[15]
- 1993 : Prix Finlande[15]
- 1995 : Titre de Professeur[4]
- 1997 : prix Harvey de la meilleure édition américaine d'une œuvre étrangère pour Moumines ()

À titre posthume
- 2016 : prix de l'Office chrétien du Livre[15]
- 2016 : Temple de la renommée Will Eisner ()

## Dans la culture
- En 2020, le film Tove de Zaida Bergroth retrace les débuts de sa carrière et notamment sa liaison avec Vivica Bandler[16].
- La promotion DCB33 (2024-2025) des élèves conservateurs de bibliothèques de l'Enssib s'appelle "Promotion Tove Jansson"[17].